# Ghazala Javed
Ghazala Javed (Peshawar, 1 de janeiro de 1988 — Peshawar, 18 de junho de 2012) foi uma cantora de música pachto paquistanesa da região do Suate. Ghazala iniciou sua carreira artística em 2004 e era popular entre os jovens e étnicos pachtuns no noroeste do Paquistão. Sua música era famosa no Paquistão, no Afeganistão e entre a comunidade pachtun ao redor do mundo.

## Carreira
Ghazala Javed nasceu em 1 de janeiro de 1988, no Vale do Suate, província de Khyber Pakhtunkhwa, no Paquistão. No final de 2007, o Talibã paquistanês aumentou sua influência no vale de Suate, e Ghazala e sua família fugiram para a cidade de Peshawar. Eles se estabeleceram em Peshawar, onde Ghazala começou sua carreira como cantora, posteriormente gravando canções de sucesso local, como "Baran dy baran dy" e "Lag rasha kana". Mais tarde, em sua carreira, cantou músicas mais melodiosas e tornou-se conhecida entre o povo pachtun do Paquistão, Afeganistão e aqueles que vivem no exterior.
Ela começou a realizar shows em palcos em Dubai e Cabul, sendo constantemente convidada para celebrar festas de casamento. De acordo com o diretor Abdul Ghani Mudaqiq, da Rádio Kabul, "Ela foi a artista patchun mais bem paga em Cabul... a mais solicitada e popular cantora de música pachto." Suas canções "Za lewaney da mena", "Za da cha khqula ta fikar wari Yem", e "Mena ba Kawo Janana mena Kawo ba" tiveram recepção crítica positiva. Em 2010, ela foi indicada ao Filmfare Awards e, em 2011, recebeu o Prêmio Khyber daquele ano.

## Vida pessoal
Em 7 de fevereiro de 2010, Ghazala Javed casou-se com Jehangir Khan, um negociante de propriedades em Peshawar. Após o casamento, ela descobriu que o marido mantinha relações extraconjugais, e a divulgação da notícia eventualmente levou à sua separação. Em novembro de 2010, após a separação, ela se mudou para a casa de seus pais. Em 12 de outubro de 2011, Ghazala entrou com uma petição no tribunal civil de Asghar em Suate, pedindo o divórcio de Jehangir. O tribunal decidiu em seu favor em 4 de dezembro de 2011.

### Morte
Ghazala Javed, juntamente com seu pai, foi morta em um tiroteio por homens armados em uma motocicleta, em 18 de junho de 2012. Em 16 de dezembro de 2013, o Tribunal de Justiça de Suate encontrou seu ex-marido, Jehangir Khan, que se declarou culpado pelo assassinato de Ghazala e foi condenado a duas sentenças de morte, juntamente com setenta milhões de rúpias paquistanesas em multas. Em 22 de maio de 2014, o Supremo Tribunal de Peshawar anulou a sentença com base no compromisso entre os herdeiros das duas vítimas e Jehangir Khan.

## Discografia
- 2009 - Ghazala Javed Vol.1
- 2010 - Ghazala Javed e Nazia Iqbal
- 2010 - Ghazala Javed Vol.2
- 2010 - Raza Che Rogha Okro
- 2011 - Best Of Ghazala Javed
- 2011 - Ghazala Javed Vol.3
- 2011 - Zo Spogmaii Yum
- 2012 - Zhwandon